# Iegor Savikov
Iegor Maksimovitch Savikov - en russe : Егор Максимович Савиков et en anglais : Yegor Savikov -  (né le 24 novembre 2002 à Novokouïbychevsk en Russie) est un joueur russe de hockey sur glace. Il évolue à la position de défenseur.

## Biographie

### Carrière junior
Savikov commence sa carrière junior avec le CSK VVS Samara en 2017-2018, avec leur contingent des moins de 16 ans. En 40 matchs, il totalise 20 points pour 104 minutes de pénalité. Son club se classe à la 8e place de la conférence de la région de la Volga. La saison suivante, il dispute 2 rencontres pour les moins de 17 ans, avant de se joindre au moins de 18 ans pour le reste de la saison. Son équipe finit à la 6e place du groupe B de la Conférence de la région de la Volga et s'inclinne en quarts de finale des séries éliminatoires. En 2019-2020, il évolue à nouveau pour le contingent des moins de 18 ans, totalisant 46 points en 33 matchs de saison régulière. Son équipe se classe à la deuxième place de son groupe et est à nouveau éliminée en quarts de finale des séries éliminatoires.
Le 29 juin 2020, il s'engage avec le Ladia Togliatti, club évoluant dans la MHL. En 56 rencontres, il inscrit 34 points. Son club se classe à la 11e place de la Conférence Est et ne participe pas aux séries éliminatoires.
Le 23 août 2021, il s'engage avec le HK Spartak Moscou. Il dispute 17 matchs de saison régulière pour un total de 17 points. Lors des huitièmes de finale des séries éliminatoires, son équipe est éliminée par Krasnaïa Armia, le club-école du CSKA Moscou en 3 rencontres.

### En club
Savikov commence sa carrière professionnelle avec le HK Spartak Moscou en KHL et son club-école le Khimik Voskressensk en VHL, lors de la saison 2020-2021. Il dispute son premier match le 9 septembre 2021, une victoire 3-1 face à son club formateur, le CSK VVS Samara. Il inscrit son premier point, une passe, le 23 septembre 2021, une victoire 4-3 face au Bouran Voronej. Lors des séries éliminatoire, le Spartak est éliminé en demi-finale par le SKA Saint-Pétersbourg et le Khimik en quarts de finale par le Dinamo Saint-Pétersbourg.
Le 7 juin 2022, il signe une prolongation de contrat avec le Spartak.
En prévision du repêchage de 2022, la centrale de recrutement de la LNH le classe au 76e rang des espoirs européens chez les patineurs.

### En équipe nationale
Savikov représente la Russie, il intègre le contingent des moins de 20 ans en 2021-2022.
Il participe au Championnat du monde junior en 2022. À la suite de nombreux cas de Covid-19 déclaré dans plusieurs équipes, le tournoi est annulé.

## Statistiques

### En club
| Saison    | Équipe              | Ligue   |                   | Saison régulière  | Saison régulière  | Saison régulière  | Saison régulière  | Saison régulière |   | Séries éliminatoires | Séries éliminatoires | Séries éliminatoires | Séries éliminatoires | Séries éliminatoires |
| Saison    | Équipe              | Ligue   | PJ                | B                 | A                 | Pts               | Pun               | PJ               | B | A                    | Pts                  | Pun                  |                      |                      |
| 2017-2018 | CSK VVS Samara M16  | LHR M16 | 40                | 5                 | 15                | 20                | 104               | -                | - | -                    | -                    | -                    |                      |                      |
| 2018-2019 | CSK VVS Samara M17  | LHR M17 | 2                 | 0                 | 1                 | 1                 | 2                 | -                | - | -                    | -                    | -                    |                      |                      |
| 2018-2019 | Kometa Samara M18   | LHR M18 | 32                | 1                 | 12                | 13                | 12                | 9                | 2 | 3                    | 5                    | 6                    |                      |                      |
| 2019-2020 | Kometa Samara M18   | LHR M18 | 33                | 13                | 33                | 46                | 37                | 3                | 1 | 2                    | 3                    | 0                    |                      |                      |
| 2020-2021 | Ladia Togliatti     | MHL     | 56                | 4                 | 30                | 34                | 26                | -                | - | -                    | -                    | -                    |                      |                      |
| 2021-2022 | HK Spartak Moscou   | KHL     | 18                | 0                 | 0                 | 0                 | 4                 | 3                | 1 | 0                    | 1                    | 0                    |                      |                      |
| 2021-2022 | Khimik Voskressensk | VHL     | 18                | 0                 | 7                 | 7                 | 4                 | 2                | 0 | 0                    | 0                    | 0                    |                      |                      |
| 2021-2022 | MHK Spartak         | MHL     | 17                | 2                 | 15                | 17                | 10                | 3                | 0 | 2                    | 2                    | 2                    |                      |                      |
| 2022-2023 | HK Spartak Moscou   | KHL     | 57                | 2                 | 10                | 12                | 14                | -                | - | -                    | -                    | -                    |                      |                      |
| 2022-2023 | Khimik Voskressensk | VHL     | 0                 | 0                 | 0                 | 0                 | 0                 | 6                | 0 | 0                    | 0                    | 4                    |                      |                      |
| 2022-2023 | MHK Spartak         | MHL     | 7                 | 3                 | 4                 | 7                 | 4                 | 7                | 1 | 8                    | 9                    | 25                   |                      |                      |
| 2023-2024 | HK Spartak Moscou   | KHL     | 61                | 4                 | 15                | 19                | 12                | 10               | 1 | 0                    | 1                    | 6                    |                      |                      |
| 2024-2025 | HK Spartak Moscou   | KHL     | Saison en cours ? | Saison en cours ? | Saison en cours ? | Saison en cours ? | Saison en cours ? |                  |   |                      |                      |                      |                      |                      |

### En équipe nationale
| Année     | Équipe     | Compétition              |   | PJ | B | A | Pts | Pun                 |  | Résultat |
| 2022      | Russie M20 | Championnat du monde U20 | 2 | 0  | 2 | 2 | 0   | Compétition annulée |  |          |
| 2021-2022 | Russie     | International            | 1 | 0  | 0 | 0 | 0   |                     |  |          |